# Non mi basta più
Non mi basta più è un singolo della cantante italiana Baby K, pubblicato il 25 giugno 2020 come terzo estratto dal quarto album in studio Donna sulla Luna.
Il brano vede la partecipazione della blogger e influencer italiana Chiara Ferragni.

## Pubblicazione
Non mi basta più è stata annunciata dalle due artiste il 22 giugno 2020.

## Promozione
Per promuovere il singolo, Baby K ha collaborato con Fedez e Amazon Alexa creando un breve featuring tra Fedez, Amazon Alexa e Baby K.
Il brano è stato scelto come colonna sonora dello spot televisivo estivo di Pantene.

## Video musicale
Il videoclip è stato reso disponibile il 9 luglio 2020 e vede le due artiste creare brevi coreografie nell'aeroporto di Milano Linate. All'inizio del video si nota inoltre Baby K che per contattare Chiara Ferragni non utilizza un comune smartphone, ma un cellulare molto popolare nei primi anni 2000: il Motorola RAZR.

## Tracce
Testi di Baby K, musiche di Congorock.
1. Non mi basta più (feat. Chiara Ferragni) – 3:20

## Classifiche

### Classifiche settimanali
| Classifica (2020) | Posizione massima |
| ----------------- | ----------------- |
| Italia            | 3                 |
| Svizzera          | 88                |

### Classifiche di fine anno
| Classifica (2020) | Posizione |
| ----------------- | --------- |
| Italia            | 13        |